# Штроборез

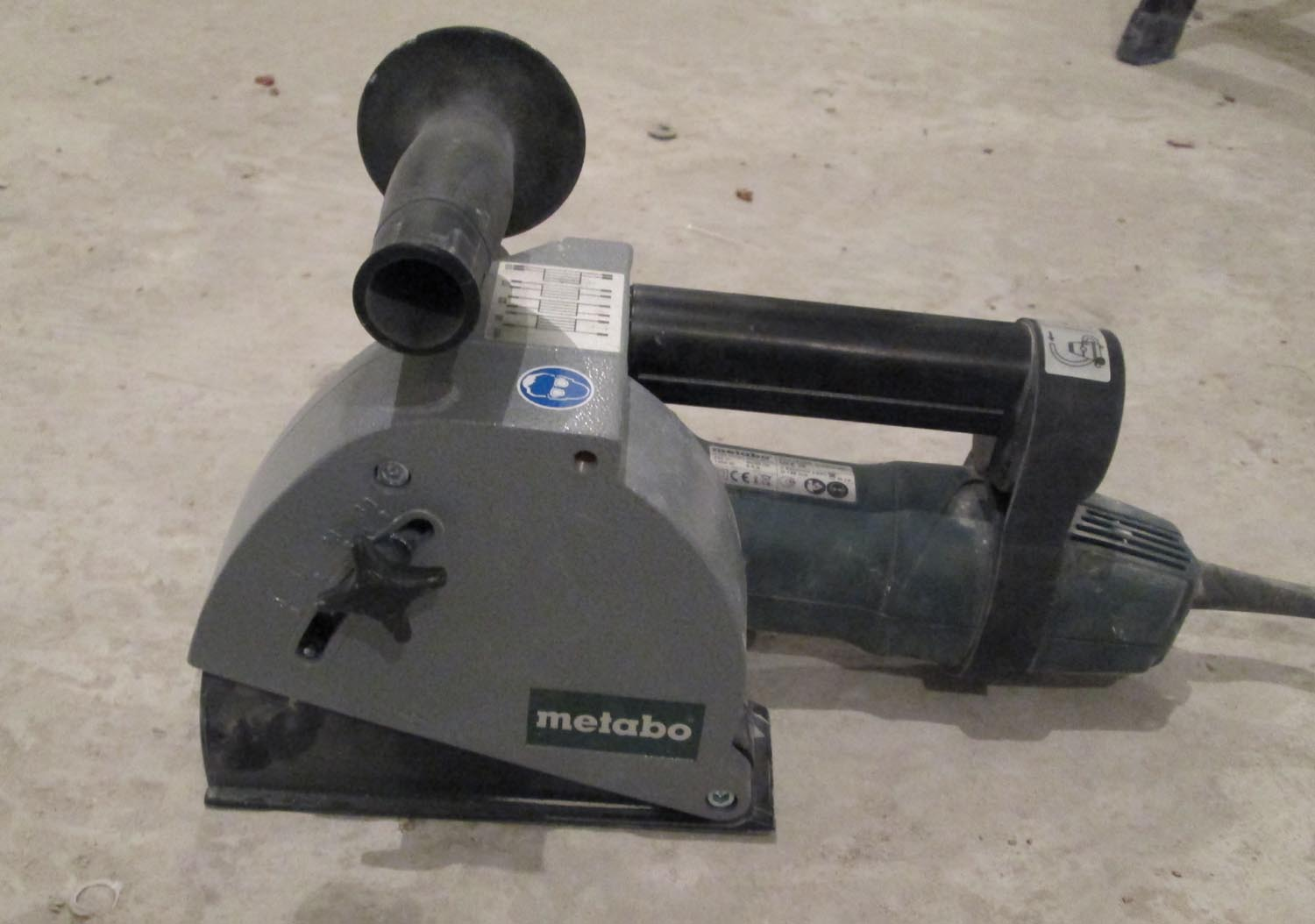
Штроборез Metabo

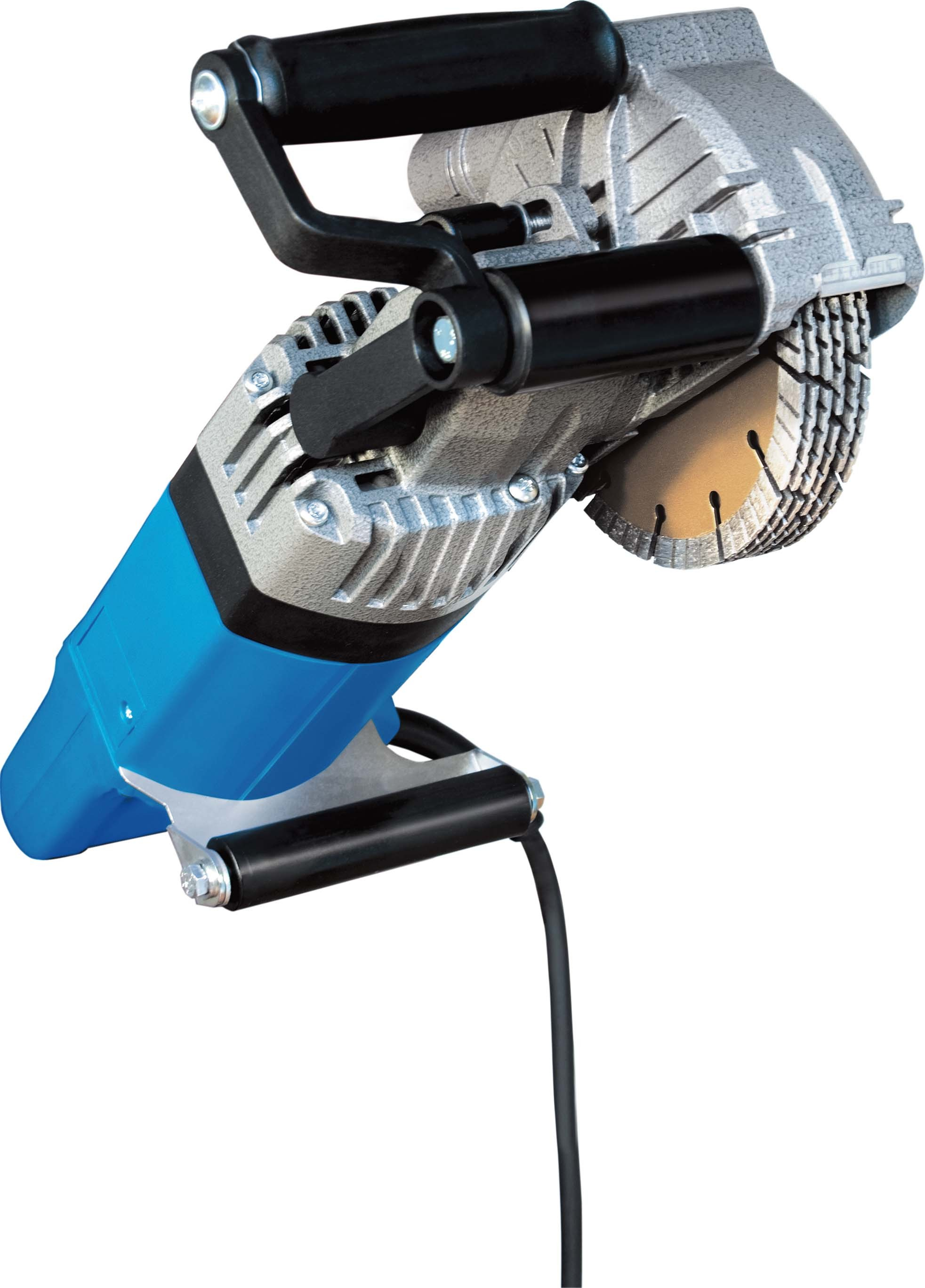
Штроборез с пятью алмазными дисками

Штроборез (бороздодел) — электроинструмент для устройства технических штроб (канавок или борозд) в стенах, полах и потолках.
Штроборез, как правило, применяется электромонтажниками и сантехниками при производстве электромонтажных и сантехнических работ в жилых и офисных помещениях.
Штроборез имеет шпиндель, на котором посажены на некотором регулируемом расстоянии друг от друга два режущих абразивных или алмазных диска. Расстояние между дисками регулируется за счёт колец разной толщины. Диски закрыты кожухом имеющим отверстие для удаления пыли и шлама. Также имеются направляющие с роликами, направляющие позволяют регулировать глубину резания пазов. После прохода штробореза получается два параллельных паза той глубины, на которую был выставлен штроборез. Бетон или кирпич между этими канавками затем выламывается с помощью скарпели, перфоратора или отбойного молотка и получается штроба.
При электромонтажных работах применяются относительно небольшие штроборезы, при этом обладающие высокой производительностью. Они могут выполнить штробу шириной до 30 мм и той же глубины.
При прокладке сантехнических труб применяют более мощные и громоздкие штроборезы позволяющие проложить трубы диаметром до 50 мм.
При необходимости получить более широкую канавку выполняют два и более параллельных резов штроборезом.
Штроборез должен работать в паре с промышленным пылесосом.
Существуют штроборезы с одним режущим диском. Они менее мощные, так как им необходимо вращать один диск, а не два, что уменьшает нагрузку на валу двигателя вдвое.